# 양귀비 (식물)
양귀비(楊貴妃) 또는 아편양귀비(阿片楊貴妃)는 양귀비과의 한해살이풀이다. 문화어로는 아편꽃, 한자로는 앵속(罌粟)이라고 한다. 아편을 만드는 데에 쓰며, 농작물로 재배하기도 한다. 아편을 합법적으로 생산하는 나라는 불가리아·그리스·인도·일본·파키스탄·터키·러시아·구 유고 등이며, 한국과 중국에서는 법으로 재배가 금지되어 있다. 아편양귀비와 모양은 비슷하지만 키가 더 작고 솜털이 있는 꽃양귀비는 합법적으로 재배할 수 있다.

## 역사
원산지는 지중해 연안으로 추정된다. 기원전 10세기경 수메르인들의 공예품에서 양귀비의 형상을 볼 수 있다. 양귀비에서 아편을 추출하는 법은 고대 그리스인도 알고 있었는데, '오피움'이라는 이름은 그리스인들이 붙인 말이다. 이것이 중국에서 '아편'으로 음역되어 들어왔다.

## 특징
높이 50~120cm 정도 자라는 1년초, 한살이해 초로, 줄기는 직립한다. 잎은 난형으로 잎가에 불규칙한 결각상(缺刻狀)의 거치(鋸齒)가 있고 회녹색으로 어긋난다. 꽃은 5~6월에 원줄기 끝에 1개씩 달리며 자색, 홍색, 황금색, 흰색 등 다양하고 봉오리는 아래로 처진다. 열매는 삭과(蒴果)로 난상 구형이며 익으면 윗부분의 구멍에서 종자가 나온다.
양귀비의 씨는 빵, 베이글 등에 쓰이고, 씨를 기름으로 짜내서 쓰기도 한다. 씨에는 마약 성분이 거의 들어있지 않다. 하지만 액을 짜내면 아편이 되어 큰 문제를 가지고 있다.

## 재배 및 관리
햇빛이 잘 드는 곳을 좋아하며 비옥한 사질양토에서 잘 자란다. 습한 것 보다 건조한 것을 더 좋아하므로 야외에서는 물주기에 특별히 신경을 쓰지 않아도 된다. 화분에 심을 때는 밭흙, 부엽, 모래를 4대 4대 2로 섞어 쓰거나 시판 배양토에 굵은 모래를 20퍼센트 섞어 쓴다.

## 그림과 사진

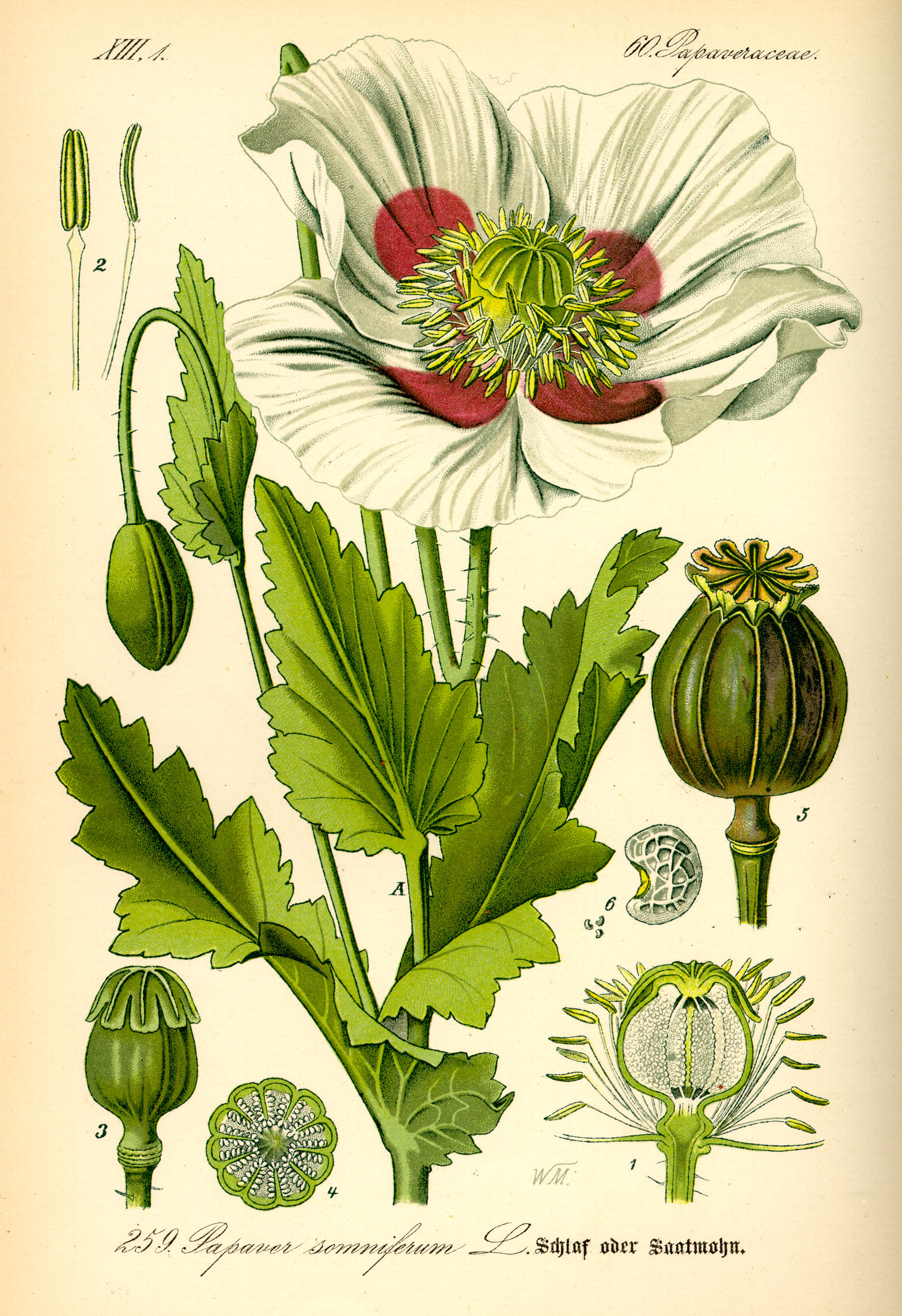
1885년의 아편양귀비 삽화.
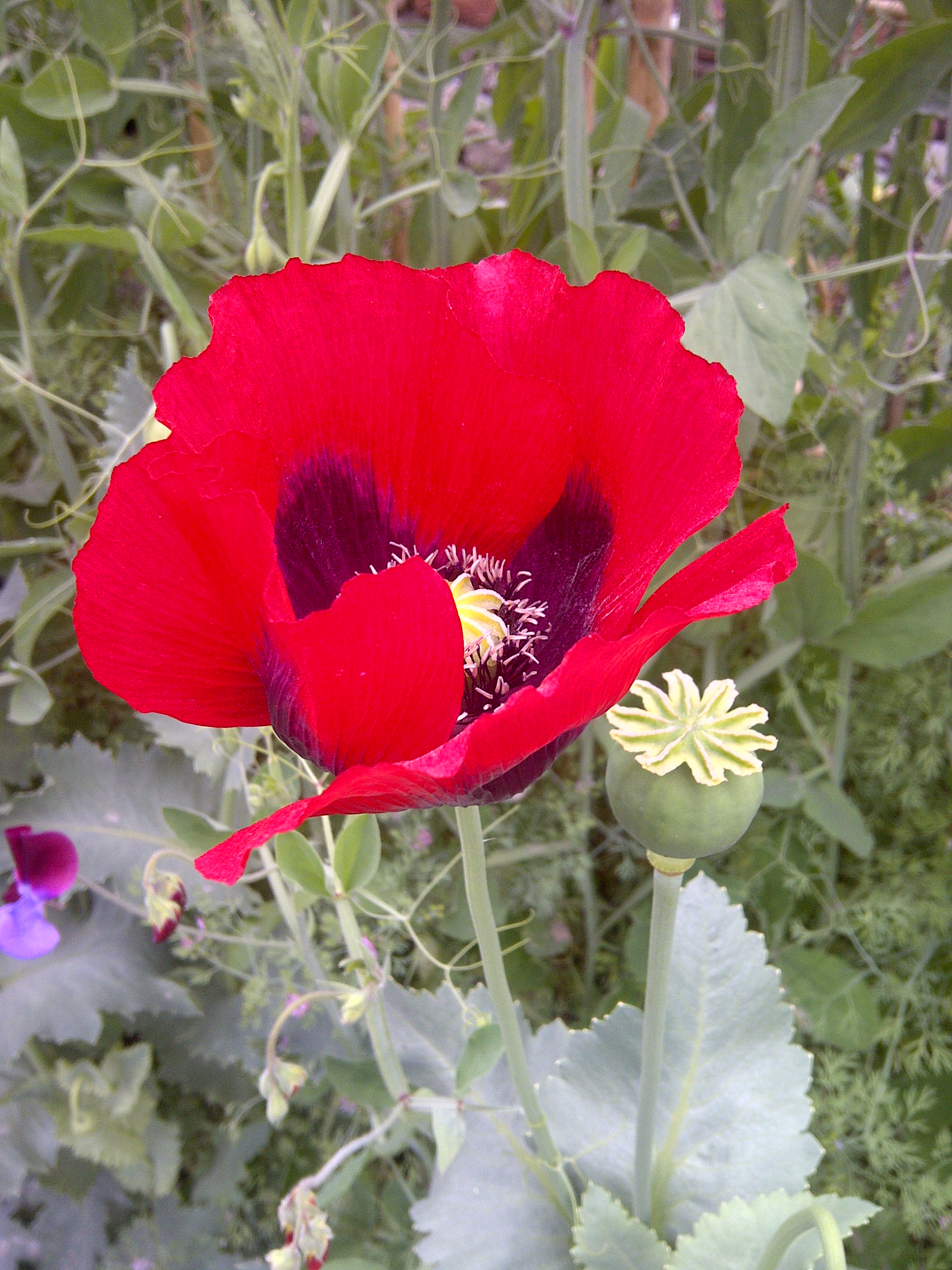
빨간색 홑꽃.
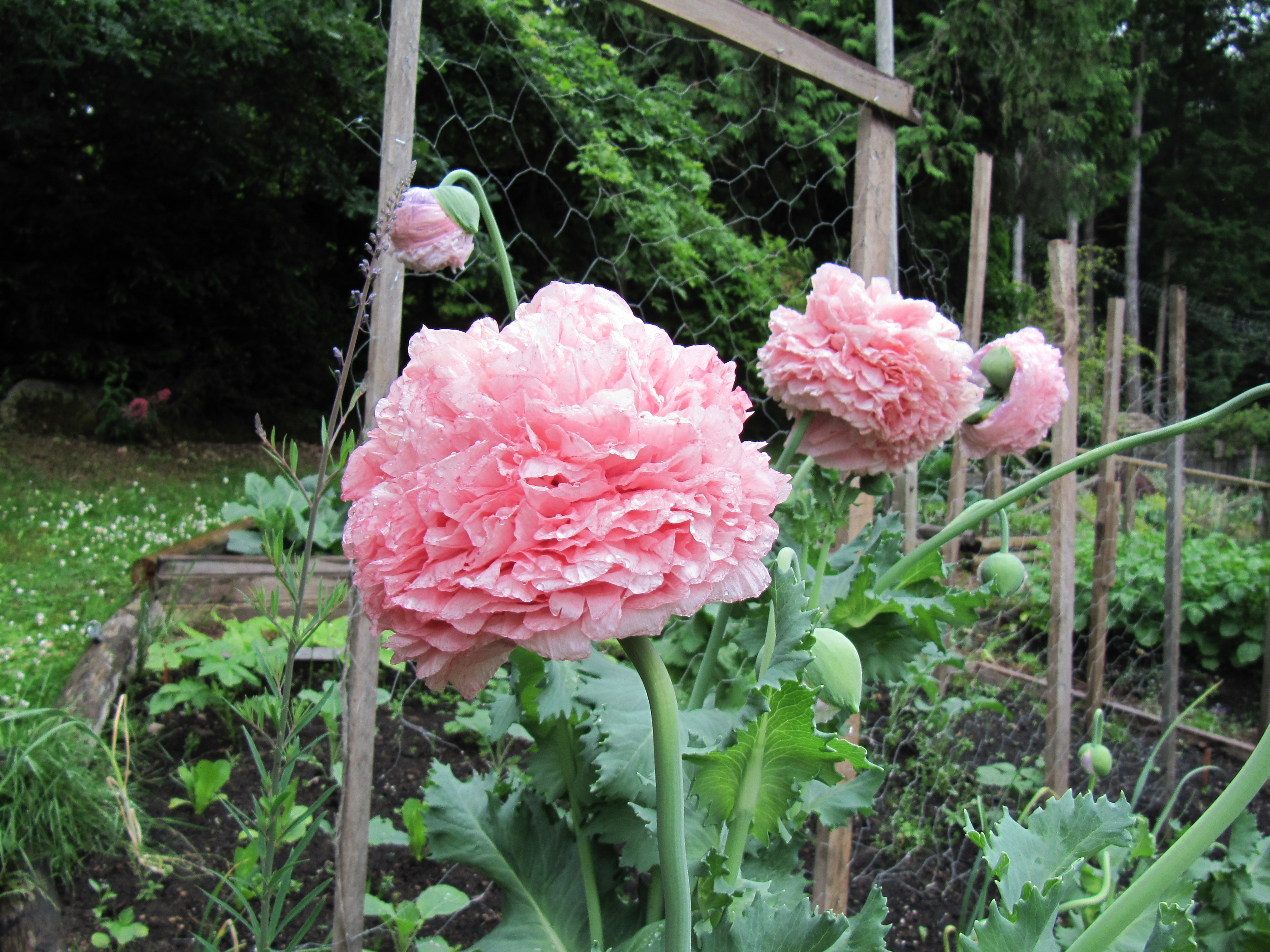
분홍색 겹꽃.
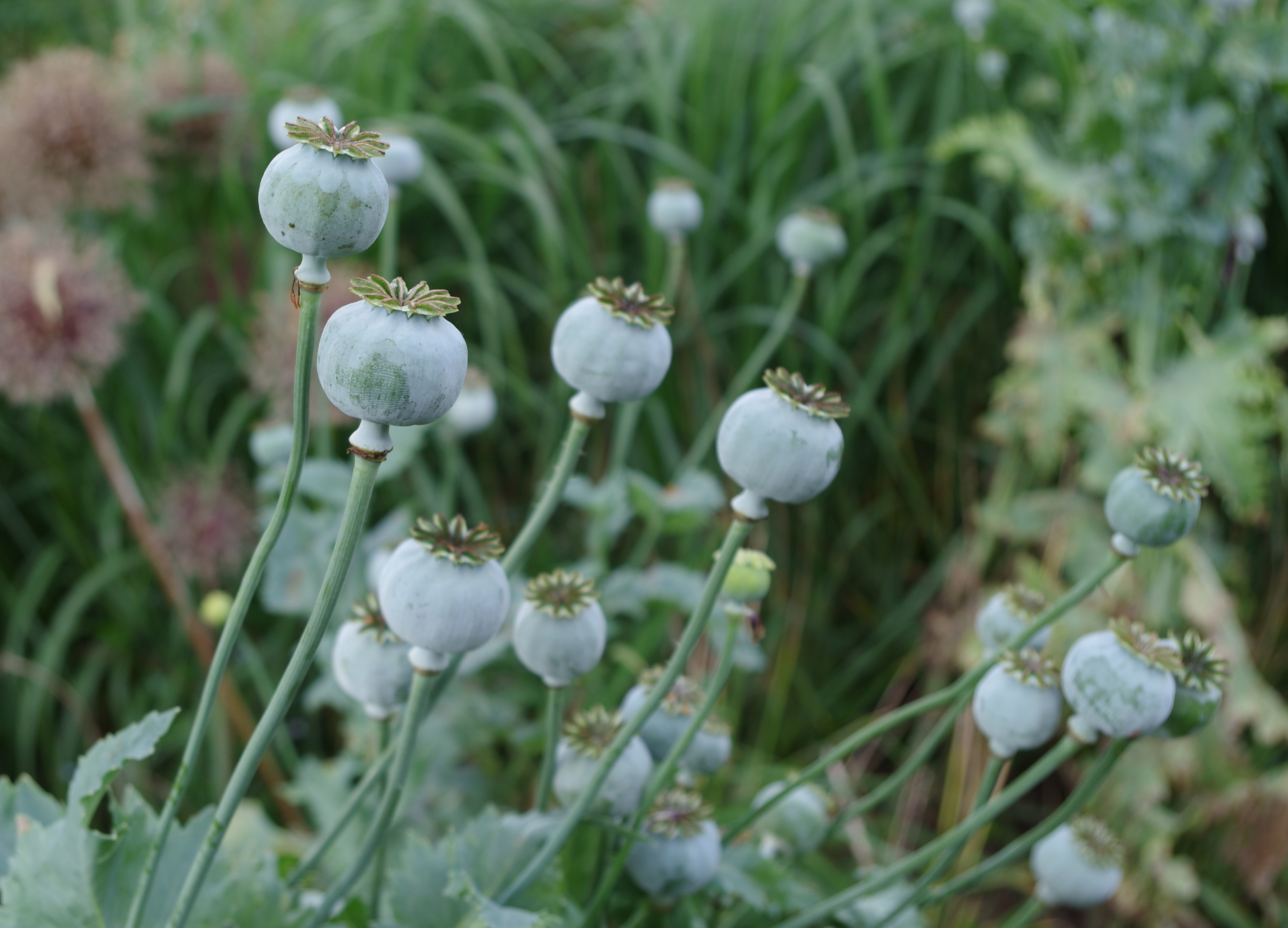
열매.
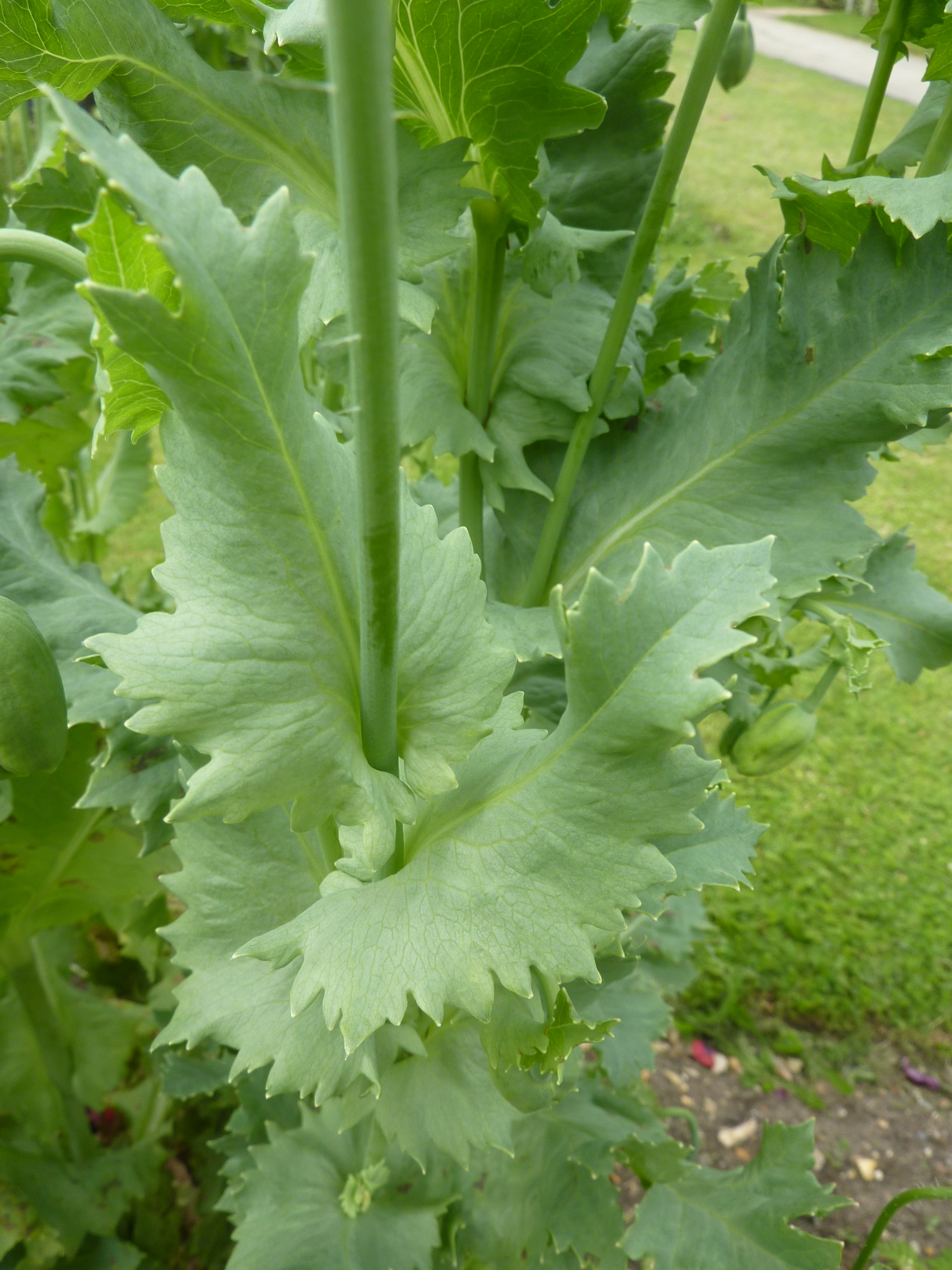
줄기와 잎.
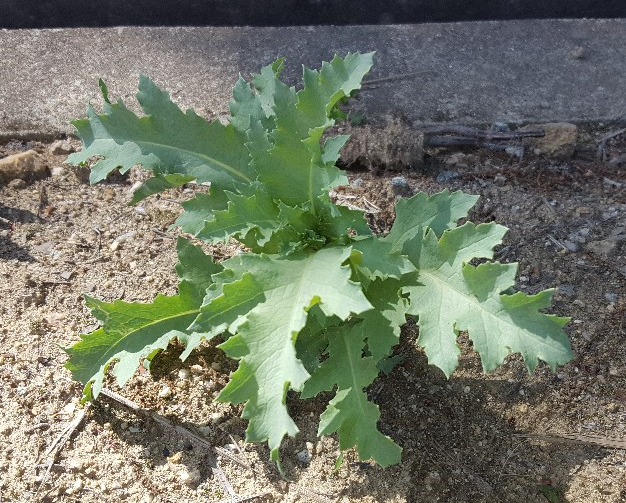
어린 모습.

## 같이 보기
양귀비속에 속하는 다른 식물들은 대부분 마약 성분이 없으며 규제를 받지 않는다.
- 개양귀비
- 셜리양귀비
- 흰두메양귀비